# Estação Herrmann-Debroux

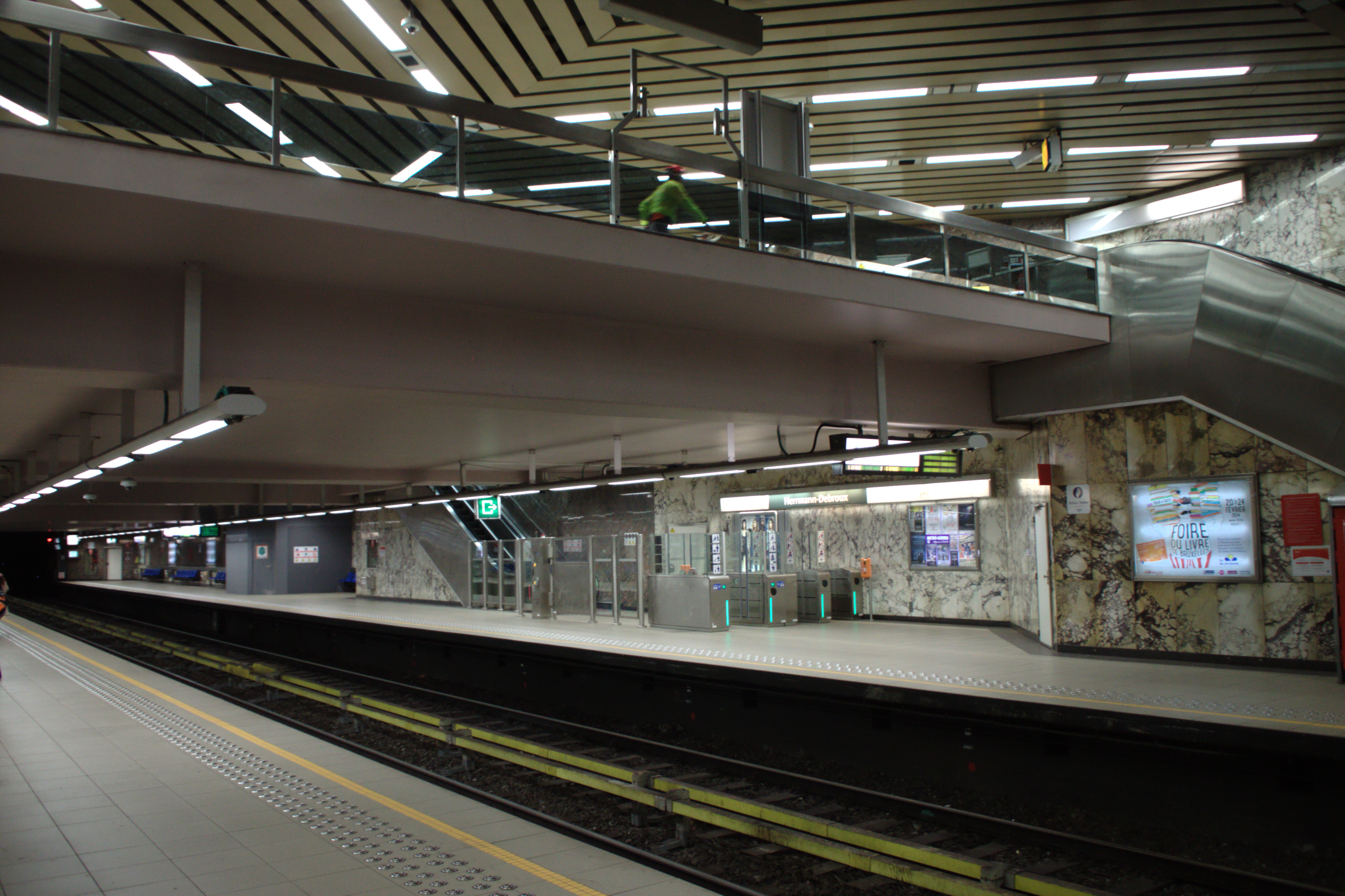
Estação de metrô Herrmann-Debroux, Bruxelas, Bélgica

Herrmann-Debroux é uma estação da linha 5 (antiga linha 1A) do Metro de Bruxelas.